# Campeonato de Ecuador de Ciclismo en Ruta
El Campeonato de Ecuador de Ciclismo en Ruta es una competencia anual organizada por la Federación Ecuatoriana de Ciclismo que otorga el título de Campeón de Ecuador en la modalidad de ciclismo en ruta. El ganador o ganadora tiene derecho a vestir, durante un año, el maillot con los colores de la bandera de Ecuador en las pruebas de ciclismo en ruta por todo el mundo.

## Palmarés masculino

### Élite
| Año  | Oro              | Plata                 | Bronce                |
| 2007 | Byron Guamá      | Jorge Gallegos        | José Ragonessi        |
| 2008 | Carlos Quishpe   | Fausto Valencia       | Jamil Intriago        |
| 2010 | José Ragonessi   | Luis Calispa          | José Ruiz Chávez      |
| 2011 | Wilson Paneluisa | José Ragonessi        | José Ruiz Chávez      |
| 2014 | Byron Guamá      | Segundo Navarrete     | Jorge Luis Montenegro |
| 2015 | José Ragonessi   | Joel Burbano          | Jonathan Caicedo      |
| 2016 | No organizado    | No organizado         | No organizado         |
| 2017 | Jhonatan Narváez | Jorge Luis Montenegro | Byron Guamá           |
| 2018 | Jefferson Cepeda | Jhonatan Narváez      | Jorge Luis Montenegro |
| 2019 | Jonathan Caicedo | Alexander Cepeda      | Henry Velasco         |
| 2020 | No organizado    | No organizado         | No organizado         |
| 2021 | Alexander Cepeda | Byron Guamá           | Segundo Navarrete     |
| 2022 | Richard Huera    | Richard Carapaz       | Jonathan Caicedo      |
| 2023 | Richard Carapaz  | Jefferson Cepeda      | Alexander Cepeda      |
| 2024 | Jhonatan Narváez | Richard Carapaz       | Jefferson Cepeda      |
| 2025 | Jhonatan Narváez | Alexander Cepeda      | Mateo Pablo Ramírez   |

### Sub-23
| Año  | Oro                 | Plata               | Bronce           |
| 2010 | Carlos Quishpe      | Luis García Medina  | Edwin Telenchana |
| 2011 | Cléber Cuasquer     | Joel Burbano        | José Bone        |
| 2017 | Santiago Montenegro | Bryan Portilla      | Luis Espinoza    |
| 2018 | Esteban Villareal   | Cristian Toro       | Alexander Cepeda |
| 2019 | Benjamín Quinteros  | Santiago Montenegro | Cristian Toro    |

## Palmarés Femenino
| Año  | Oro             | Plata           | Bronce          |
| 2008 | Maria Bone      | Mabel Hernández | Danny Álava     |
| 2010 | María Parra     | Nataly Arevalo  | Cindy Merizalde |
| 2011 | Nataly Arevalo  | Maria Bone      | María Parra     |
| 2014 | Jazmin Taborda  | Cristina Iza    |                 |
| 2015 | Miryam Núñez    | Nikole Narváez  | Karen Becerra   |
| 2016 | No organizado   | No organizado   | No organizado   |
| 2017 | No organizado   | No organizado   | No organizado   |
| 2018 | Samia Flores    | Fernanda Endara | Leslye Ojeda    |
| 2019 | Miryam Núñez    | Esther Galarza  | Leslye Ojeda    |
| 2020 | No organizado   | No organizado   | No organizado   |
| 2021 | Miryam Núñez    | Daniela Jiménez | Nikole Narváez  |
| 2022 | Esther Galarza  | Michela Molina  | Paula Jara      |
| 2023 | Ana Vivar       | Michela Molina  | Esther Galarza  |
| 2024 | Miryam Núñez    | Esther Galarza  | Elizabeth Bravo |
| 2025 | Natalia Vásquez | Miryam Núñez    | Esther Galarza  |